# Tournoi de tennis d'Albury
Le tournoi de tennis d'Albury est un tournoi de tennis féminin. La seule édition de l'épreuve a été organisée en 1964 et remportée par Margaret Smith.
Ce tournoi se dispute du 27 au 29 mars 1964. Margaret Smith, qui joue dans sa ville natale, remporte le simple dames. En finale, elle bat Lesley Turner. L'épreuve de double voit quant à elle s'imposer Kerry Melville et Margaret Smith.
En double mixte, la paire Margaret Smith et Douglas Smith enlève le titre.

## Simple dames

### Palmarès
| No | Date       | Nom et lieu du tournoi    | Catégorie | Dotation | Surface      | Vainqueure     | Finaliste     | Score         |         |
| -- | ---------- | ------------------------- | --------- | -------- | ------------ | -------------- | ------------- | ------------- | ------- |
| 1  | 27-03-1964 | Easter Tournament, Albury |           | NC       | Gazon (ext.) | Margaret Smith | Lesley Turner | 5-7, 6-3, 6-? | Tableau |

### Tableau final
|  |                |                |               |            |            |   |   |        |        |        |        |        |
|  | 1/2 finale     | 1/2 finale     | 1/2 finale    | 1/2 finale | 1/2 finale |   |   | Finale | Finale | Finale | Finale | Finale |
|  |                |                |               |            |            |   |   |        |        |        |        |        |
|  |                |                |               |            |            |   |   |        |        |        |        |        |
|  | Margaret Smith |                | 6             | 6          |            |   |   |        |        |        |        |        |
|  | Margaret Smith |                |               |            |            |   |   |        |        |        |        |        |
|  | Robyn Ebbern   |                | 3             | 2          |            |   |   |        |        |        |        |        |
|  | Robyn Ebbern   | Margaret Smith | 3             | 2          |            | 5 | 6 | 6      |        |        |        |        |
|  |                |                |               |            |            | 5 | 6 | 6      |        |        |        |        |
|  |                |                | Lesley Turner |            | 7          | 3 | ? |        |        |        |        |        |
|  | Lesley Turner  |                | Lesley Turner | 7          | 7          | 3 | ? | 3      | 6      |        |        |        |
|  | Lesley Turner  |                |               | 7          |            |   |   | 3      | 6      |        |        |        |
|  | Judy Tegart    |                | 5             | 6          | 1          |   |   |        |        |        |        |        |
|  | Judy Tegart    |                | 5             | 6          | 1          |   |   |        |        |        |        |        |

## Double dames

### Palmarès
| No | Date       | Nom et lieu du tournoi   | Catégorie | Dotation | Surface      | Vainqueures                   | Finalistes                | Score    |         |
| -- | ---------- | ------------------------ | --------- | -------- | ------------ | ----------------------------- | ------------------------- | -------- | ------- |
| 1  | 27-03-1964 | Easter Tournament Albury |           | NC       | Gazon (ext.) | Kerry Melville Margaret Smith | Judy Tegart Lesley Turner | 6-1, 6-1 | Tableau |

### Tableau final
|  |                               |  |   |   |  |
|  | Finale                        |  |   |   |  |
|  |                               |  |   |   |  |
|  |                               |  |   |   |  |
|  | Kerry Melville Margaret Smith |  | 6 | 6 |  |
|  | Kerry Melville Margaret Smith |  | 6 | 6 |  |
|  | Judy Tegart Lesley Turner     |  | 1 | 1 |  |

## Double mixte

### Palmarès
| No | Date       | Nom et lieu du tournoi   | Catégorie | Dotation | Surface      | Vainqueures                  | Finalistes                 | Score    |         |
| -- | ---------- | ------------------------ | --------- | -------- | ------------ | ---------------------------- | -------------------------- | -------- | ------- |
| 1  | 27-03-1964 | Easter Tournament Albury |           | NC       | Gazon (ext.) | Margaret Smith Douglas Smith | Robyn Ebbern Owen Davidson | 6-2, 9-7 | Tableau |

### Tableau final
|  |                              |  |   |   |  |
|  | Finale                       |  |   |   |  |
|  |                              |  |   |   |  |
|  |                              |  |   |   |  |
|  | Margaret Smith Douglas Smith |  | 6 | 9 |  |
|  | Margaret Smith Douglas Smith |  | 6 | 9 |  |
|  | Robyn Ebbern Owen Davidson   |  | 2 | 7 |  |